# 马尔茨豪森
马尔茨豪森是德国莱茵兰-普法尔茨州的一个市镇。总面积3.03平方公里，总人口245人，其中男性126人，女性119人（2011年12月31日），人口密度81人/平方公里。